# Fine Manners
Fine Manners è un film statunitense del 1926, diretto da Lewis Milestone e Richard Rosson.

## Trama
Il giovane miliardario Brian Aldey, tornato da uno dei suoi frequenti viaggi d’affari in Sud America, abbandona, annoiato, un formale veglione di Capodanno nei quartieri alti di New York, e si fa portare dall’autista in una zona più popolare, in cerca di emozioni più genuine. Qui fa la conoscenza di Orchid Murphy, ballerina di fila, e ne rimane affascinato.
I due, in seguito, prendono a frequentarsi nonostante l’opposizione del diffidente fratello di lei, Buddy, auto-proclamatosi guardiano di Orchid.
Brian intende chiedere a Orchid di sposarlo. E, come suole fare fin da bambino in caso di decisioni importanti, chiede consiglio a sua zia Agatha. Ella fa notare al nipote che i modi di fare della popolana Orchid colliderebbero con quelli propri dell’ambiente altolocato in cui la giovane verrebbe a vivere, se si sposassero, rendendola infelice. Propone quindi che, durante il prossimo soggiorno di Brian in Sud America, Orchid venga a vivere da lei, che avrà modo di insegnarle le “buone maniere”.
Orchid, messa al corrente del progetto di Agatha, che Brian avalla, è naturalmente assai perplessa, e offesa, ma, per amore, vi si sottomette. Col risultato che, al ritorno di Brian, il ménage fra i due ne rimane compromesso: è come se lui avesse ora a che fare con una persona diversa, che ha perso tutte le attrattive che aveva in precedenza.
Il matrimonio progettato sta per andare a monte, mentre l’opposizione di Buddy sta per attingere una dimensione criminosa, prima che, all’ultimo momento, la coppia riesca a trovare la riappacificazione.